# Willy Sperco
Willy Sperco, pseudonimo di Michele Guglielmo Sperco (Smirne, 20 ottobre 1887 – Roma, 22 aprile 1978), è stato un giornalista e scrittore italiano, di famiglia levantina, ha saputo esprimere, nei suoi scritti, l’orientalismo di un occidentale e l’apprezzamento per la modernizzazione della Turchia della sua generazione.

## Biografia
Discendente in linea paterna da una famiglia di commercianti veneziani stabilitasi in Oriente sin dal tempo delle Repubbliche marinare. Sua madre, Irma Roboly , aveva invece  origini provenzali. Sperco ha rappresentato la sintesi letteraria di quella cultura levantina presente nell'Impero ottomano sino alla prima guerra mondiale, nella quale l'elemento italiano è stato una componente essenziale.
Dopo esser stato educato in Occidente (Laurea in giurisprudenza a Aix-en-Provence e in scienze economiche a Dresda), inizia nell'attività di famiglia Fratelli Sperco la professione di agente marittimo nella sua città di nascita, ove si sposa nel 1911, con Edwige Pitschel, figlia di Georg von Pitschel diplomatico tedesco presso l'Impero Ottomano. Esule a seguito della prima guerra mondiale,  Sperco rientra a Smirne nel 1918 e intraprende la carriera di giornalista “pettegolo” e di scrittore giramondo.  Scrive per i giornali franco-levantini “Beyoglu” e “Journal d'Orient” e, occasionalmente per il giornale “Istanbul”.
Nel 1937, a Istanbul, dà alle stampe, in lingua francese, la sua opera più celebre, Les anciennes familles italiennes de Turquie, ove descrive e pone in giusta luce la presenza italo-levantina nelle isole greche e nell'Impero ottomano, dai tempi delle Crociate ai suoi giorni. Ancora oggi, l'opera è una fonte importante per le ricerche storiche del settore.
Negli anni della seconda guerra mondiale, in Italia, Sperco osserva con occhi attenti le vicende del suo paese d'origine, e, a guerra ultimata, ne trae le conclusioni in un libro-inchiesta.
Nel secondo dopoguerra pubblica, soprattutto a Parigi e in lingua francese, opere ambientate nell'oriente levantino, ponendo l'accento sugli aspetti della vita dell'epoca ottomana, quali i serragli dei sultani, le loro donne, l'harem, gli schiavi, la cucina e la vita degli stranieri. In Istanbul paysage littéraire, del 1955, descrive in particolare il soggiorno in oriente degli scrittori francesi, con allegata un'antologia dei loro testi.
Ha inoltre scritto una biografia di Mussolini e una su Kemal Ataturk, approvando le trasformazioni modernizzatrici della Turchia di quest'ultimo.

## Opere
- Les Anciennes familles Italiennes de Turquie etc., Istanbul, Zelic, 1937.
- L’écroulement d’une dictature. Choses vues en Italie durant la guerre 1940-1945, Paris, Editions Hachette, 1946.
- Coeurs en exil, Paris, Editions Baudiniere, 1952.
- Tel fut Mussolini, Paris, Fasquelle, 1955.
- Istanbul, paysage littéraire, Paris, Nouvelles Editions Latines, 1955.
- Moustapha Kemal Ataturk, créateur de la Turquie moderne, 1882-1931, Paris, Nouvelles Editions Latines, 1958.
- Turcs d'hier et d'aujourd'hui: d'Abdul-Hamid a nos jours, Paris, Nouvelles Editions Latines, 1961.
- Roxelane, épouse de Soliman le Magnifique, Paris, Nouvelles Editions Latines, 1972.